# Vodní elektrárna Železná vrata – Džerdap II
Vodní elektrárna Železná vrata - Džerdap II je společné srbsko-rumunské vodní dílo na Dunaji. Jedná se o víceúčelové hydrotechnické zařízení, které sestává ze základní elektrárny, dvou doplňkových elektráren, dvou přepadových přehrad, dvou zdymadel a dvou rozvodných stanic. Každá strana, srbská i rumunská, má jedno ze zmíněných zařízení. Hlavní elektrárna je jako stavební celek rozdělena na dvě stejné části. Mezi nimi probíhá státní hranice, takže každá strana bez překážek udržuje a využívá svou část systému. Dílo bylo vybudováno v letech 1977 až 1984 v návaznosti na budování obří elektrárny Železná vrata – Džerdap I. Je druhou největší vodní elektrárnou na Dunaji.

## Historie
V roce 1976 byla během Ceausescuovy návštěvy v Jugoslávii podepsána dohoda o výstavbě hydroelektrárny Železná vrata- Džrdap II. Organizace staveniště začala v květnu 1977. 3. prosince 1977 se na stavbě sešli představitelé obou států Josip Broz Tito a Nicolae Ceausescu a slavnostně tak započaly práce na stavbě, která byla dokončena v roce 1984, dva roky po smrti Tita a pět let před pádem Ceausescuova režimu.
Práce byly provedeny ve dvou etapách, které rozděloval akt přehrazení Dunaje.
I. etapa
V první etapě v letech 1977 – 1979 byla vybudována hlavní elektrárna, přelivová hráz a na rumunské straně zdymadlová propust. Na pravém rameni Dunaje, který nese název Gogosu, byla vybudována přepadová hráz. Během těchto prací řeka protékala v hlavním rameni mezi pravým břehem a obsypem suché jámy.
Přehrazení toku
Dunaj byl přehrazen během šesti dní kamennými a betonovými bloky do hmotnosti 25 t. Průtok Dunaje byl kolem 3 000 m3/s, rychlost na počátku přehrazování 6 m/s. Vzedmutím byl vytvořen spád 2,8 m. Délka přehrazení byla 531 m a datem listopad 1984. 8. prosince 1984 proplula první loď rumunským zdymadlem.
II. etapa
Přehrazením Dunaje začala druhá etapa, během níž byla postavena propust na jugoslávské straně a tři další segmenty přelivové hráze. Od roku 1985 začalo osazování jednotlivých agregátů. Byly použity osvědčené horizontální turbíny, vyvinuté na základě bezporuchového dvacetiletého provozu Saratovské elektrárny na Volze a vyrobené v Leningradských strojírnách. Rumunské jednotky hlavní elektrárny byly zprovozněny v rozmezí 30. ledna 1985 až 30. prosince 1986. Srbská elektrárna byla uvedena do provozu spuštěním prvního agregátu 12. dubna 1985.
Doplňkové elektrárny
Nárůst cen energií po ropném šoku v 70. letech vyvolal rozšíření původního projektu o nové jednotky. Na základě nové dohody uzavřené mezi zeměmi 22. května 1987 bylo navrženo a realizováno rozšíření o 104 MW ve dvou dalších elektrárnách. Rumunská doplňková elektrárna byla umístěna v sypané části přehrady na rameni Gogosu, stavby jugoslávské doplňkové elektrárny využila dokončovací práce II fáze původního projektu a byla umístěna mezi břehem a lodní propustí. V důsledku válečných událostí byla poslední, desátá jednotka na jugoslávské straně spuštěna až v roce 2000.
Během hlavních prací bylo vytěženo 16,2 milionů kubíků zeminy, použito 1,2 milionů kubíků kamenné výplně, 2,7 mil m3 litého betonu. Plocha štětovnicových zástěn dosáhla 7 000 m2.

## Popis
Koryto řeky se nachází v mírně zvlněné oblasti s terasovitým terénem. V profilu zvoleném pro výstavbu se Dunaj rozvětvuje na dvě ramena, která zahrnují ostrov Ostrovul Mare mezi říčními  kilometry 876 a 860. Šířka ostrova je proměnlivá do 2 km a ostrov je nezaplavitelný. V celé oblasti 876 km po proudu je podloží tvořeno jílovitými opukami, pravidelně horizontálně vrstvenými, se vzácnými pískovými vložkami. Dno je pokryto štěrkovými nánosy a písky proměnlivých mocností. Dunaj nemá významné přítoky mezi profily Železných vrat I a II, což znamená, že hydrologická data z prvního díla byla použita i při projektu druhé stavby. Základem pro provoz vodního díla je tak průměrný víceletý průtok 5 420 m3/s.
Přehrazení hlavního ramene je v celkové délce 1052,5 m tvořeno těmito objekty v pořadí od ostrova Ostrovul Mare k srbskému břehu. Rumunská elektrárna 190 m, srbská elektrárna 194,50 m, srbská přepadová hráz 196 m, srbské zdymadlo 46 m, doplňková srbská elektrárna 78 m a sypaná hráz tvořící spojení se srbským břehem 348 m. Výška přehrady je 53,5 metrů. Na rameni Gogosu dlouhém 741 m se nachází rumunská přepadová hráz 196 m, doplňková rumunská elektrárna 70 m a hráz 475 m.
V hlavní elektrárně bylo instalováno 2 x 8 a v doplňkových elektrárnách 2 x 2 jednotek s horizontálními Kaplanovými turbínami o výkonu 27 MW a celkové hltnosti 2 x 4 250 m3/s. Strojovna má půdorysné rozměry 369 x 23 a výšku 22 metrů. Turbíny pracují na průměrném spádu 7,45 m v rozsahu 5 – 12,75 m.
Plavební komory mají stejné rozměrové parametry jako propusti na přehradě Želená vrata – Džerdap I. Vzhledem k logicky vyšší rychlosti plnění komor snadno korespondují s požadavky na propustnost 2 x 25 milionu tun za rok.
Akumulační jezero o objemu 600 milionů m3 při průměrné nadmořské výšce 41 metrů dosahuje k hrázi výše položené elektrárny. Při napouštění bylo zaplaveno 2 655 ha pozemků, včetně přístavů v Turnu Severin a v Kladovu, zaplaveno bylo 7 km železnice.

## Provoz
Celková hltnost turbín 8 500 m3/s umožňuje zpracování průtoků v celém běžném celoročním průběhu. Roční výroba přesahuje 2 x 1 500 GWh. Zvýšení výroby tak umožňuje pouze vyšší účinnost turbín, které právě u horizontálního typu umožňují účinné revitalizace. Rumunská i srbská strana začala od roku 2003 s rekonstrukcí všech jednotek s cílem navýšení výkonu o celkem 10 x 4,4 MW.

Stavební jáma druhé etapy
Převod řeky během druhé etapy
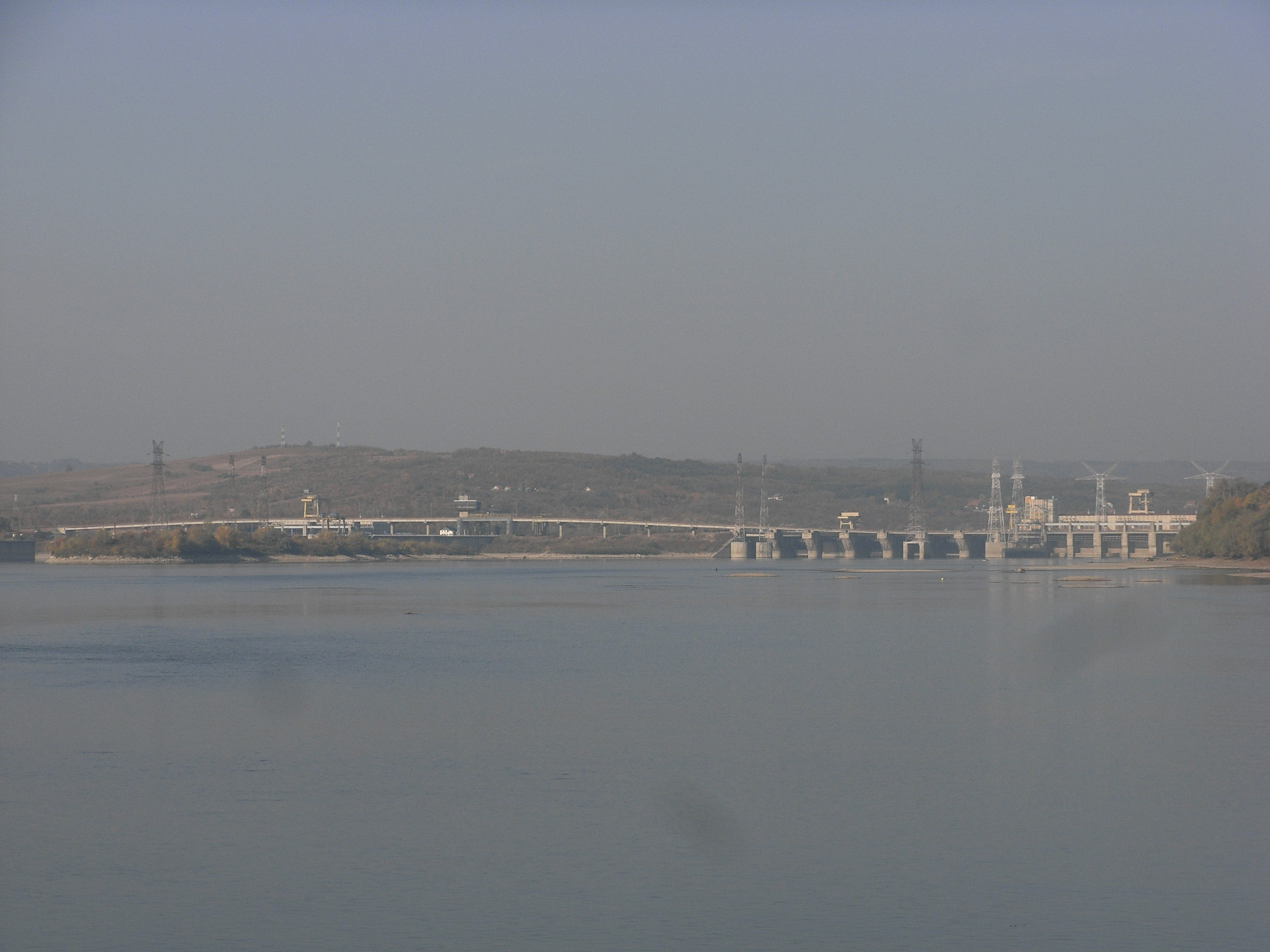
Pohled z Ostrovul Mare
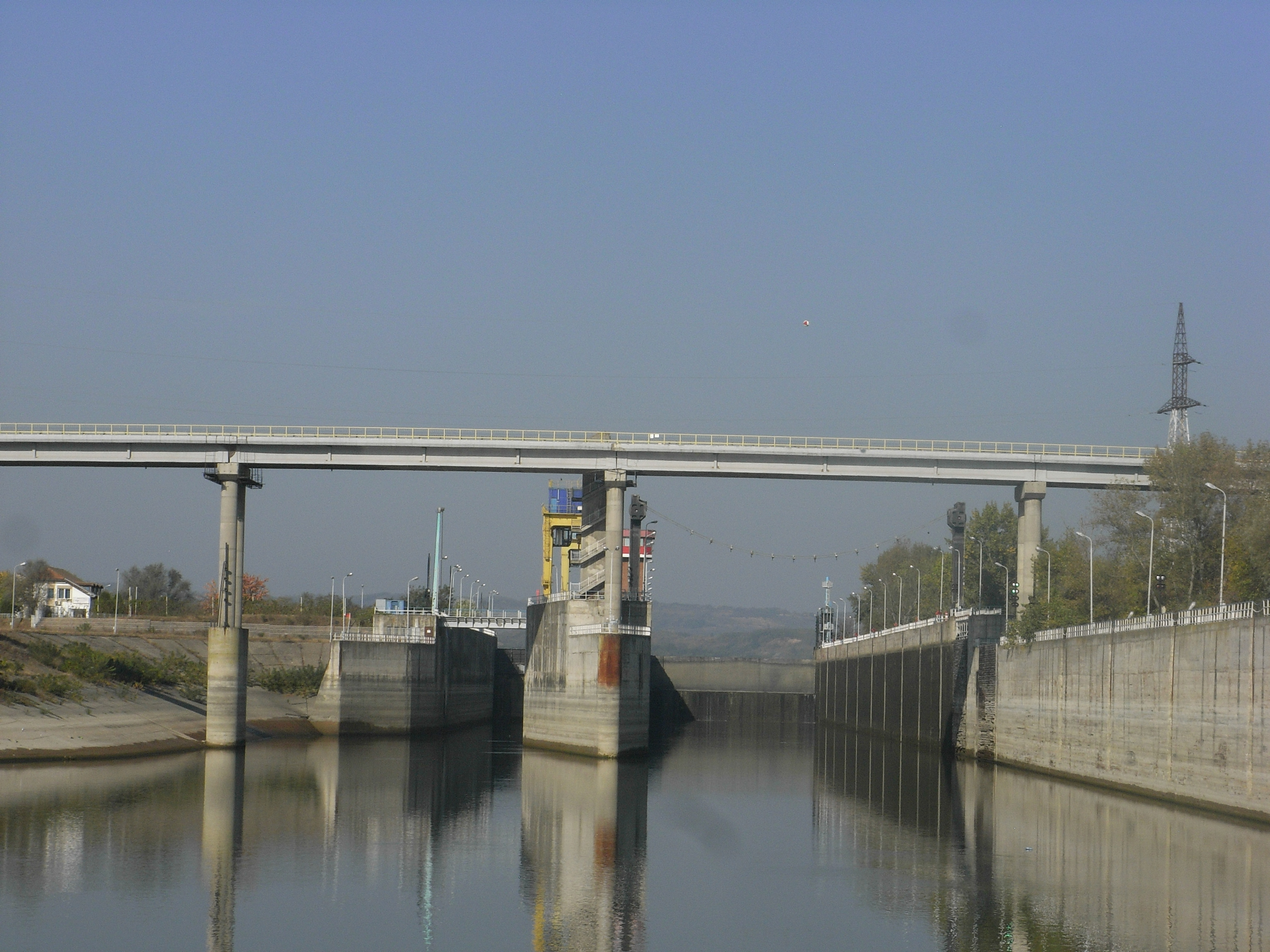
Rumunská propust
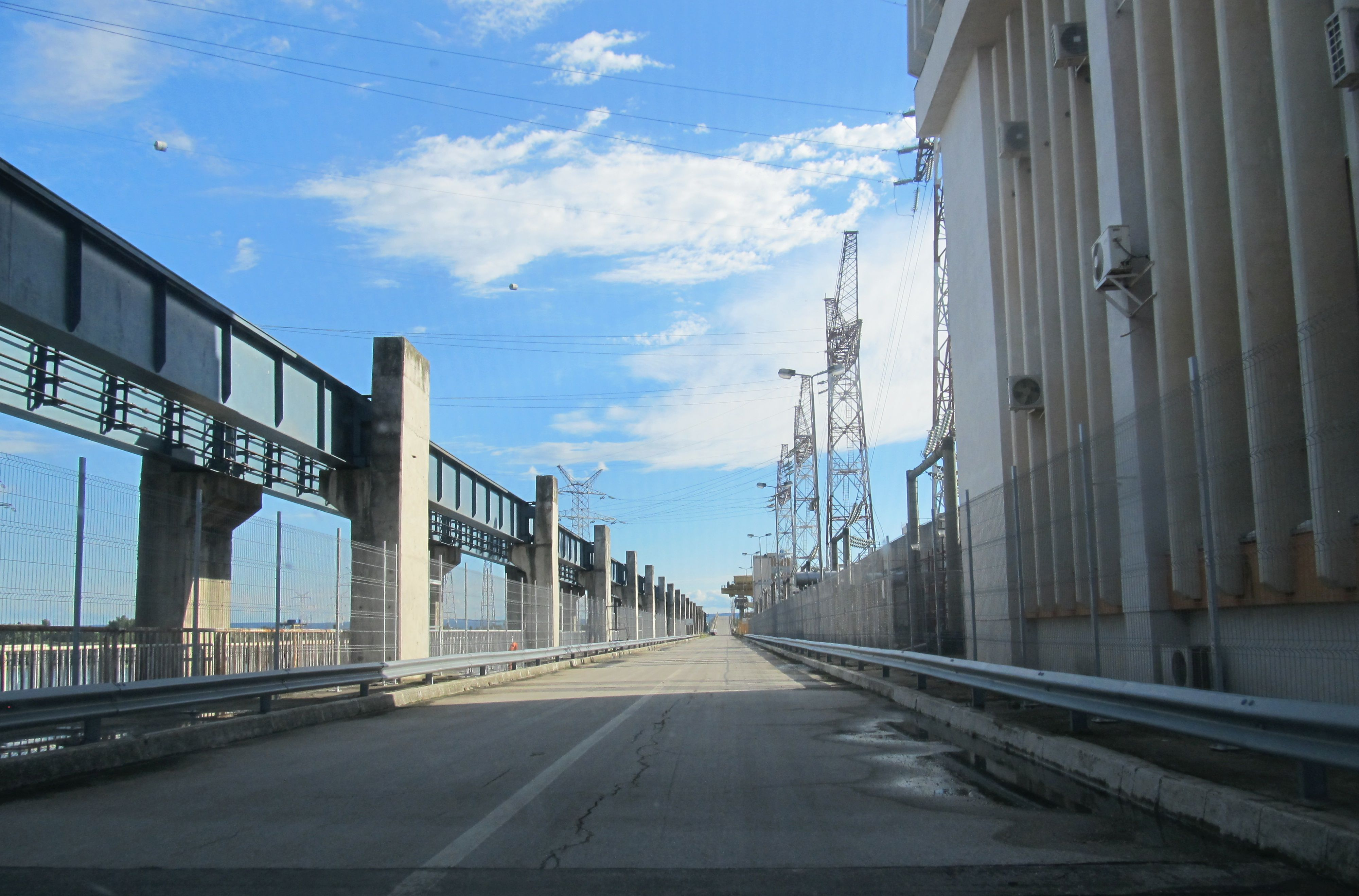
Silnice u hlavní elektrárny
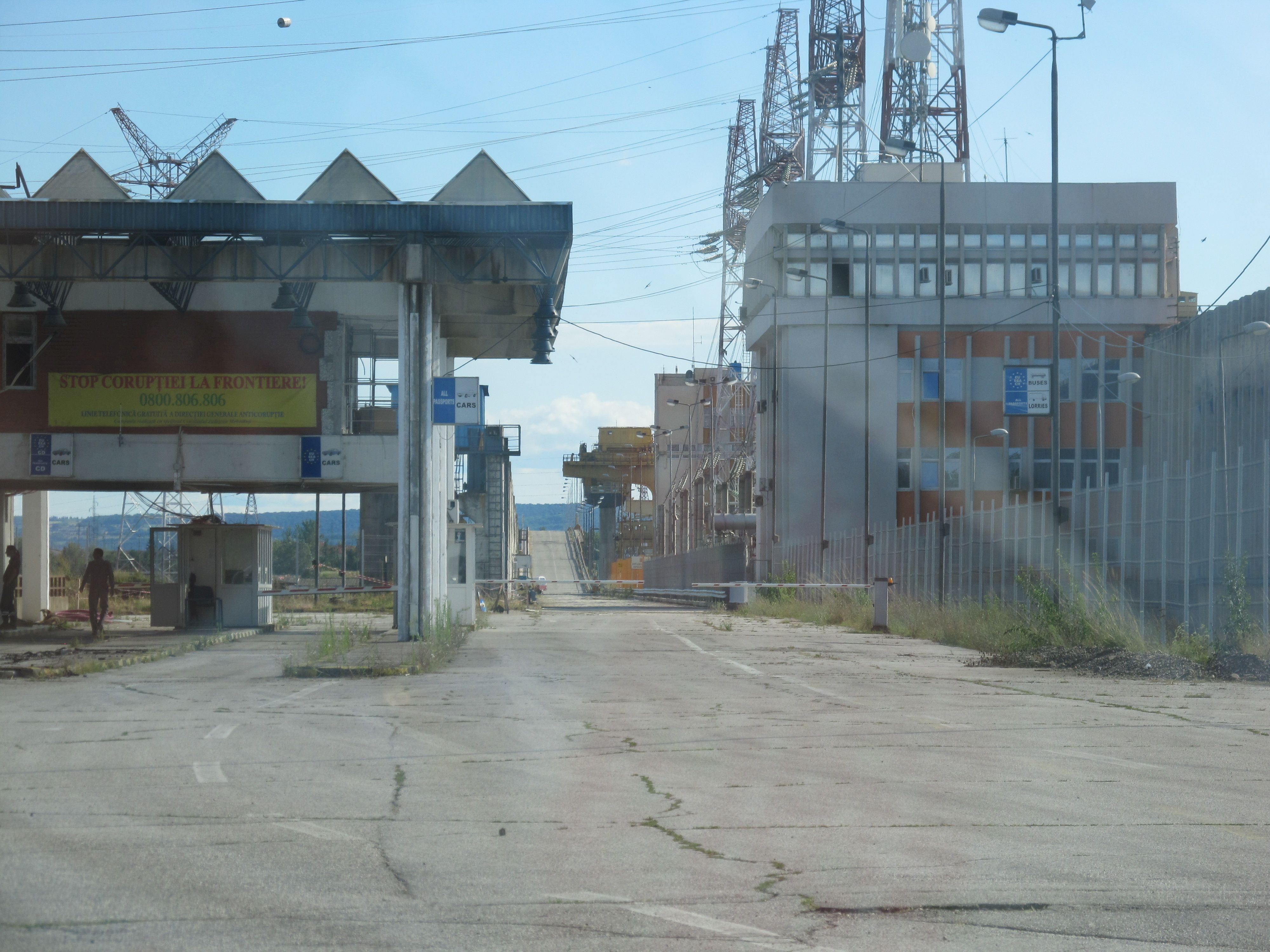
Státní hranice
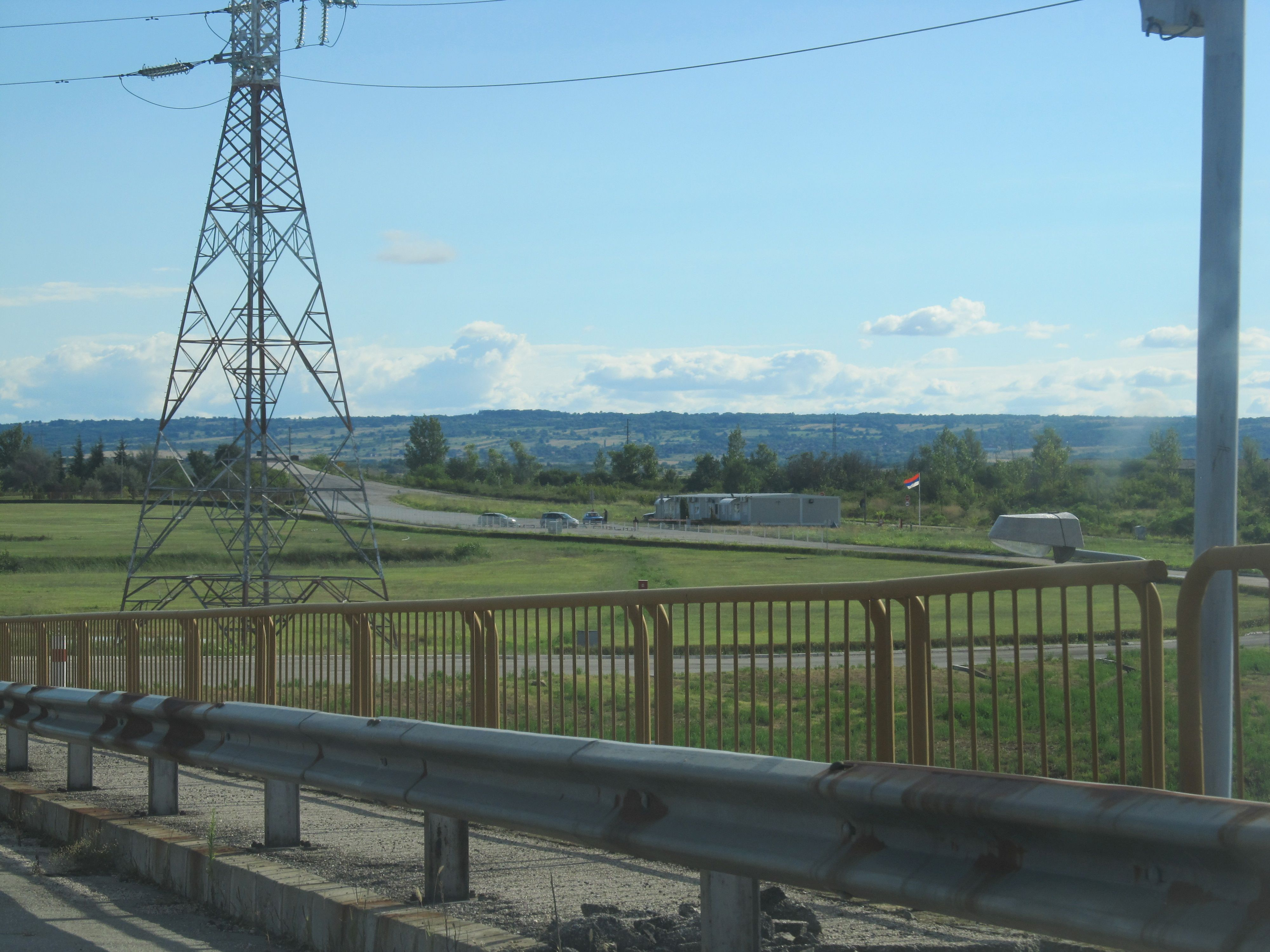
Zvlněná krajina u vodního díla